# Alex Peters
Pour les articles homonymes, voir Peters.
Alex Peters (né le 31 mars 1994 à Londres) est un coureur cycliste britannique.

## Biographie

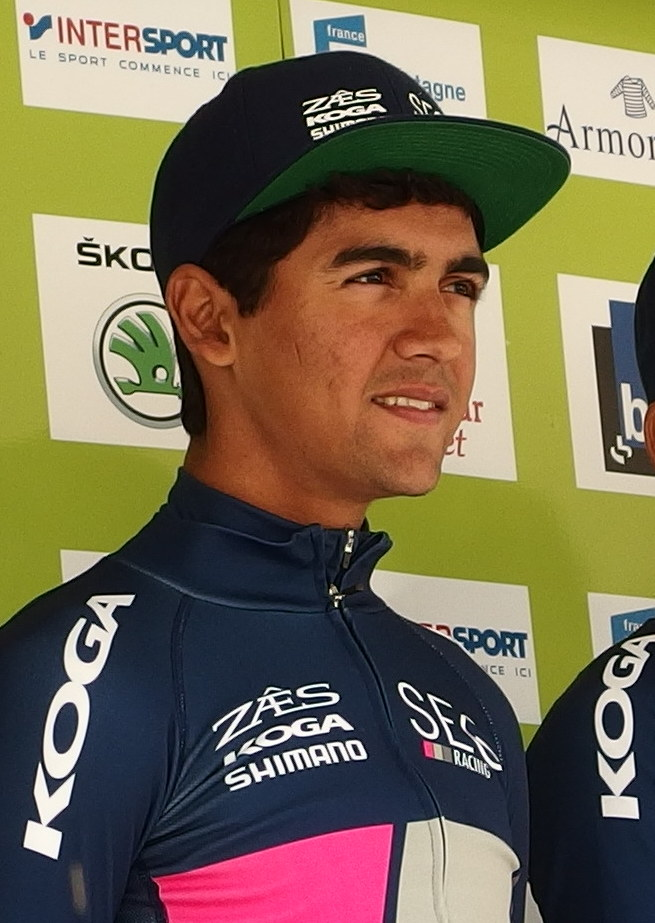
Alex Peters lors du Tour de Bretagne 2015.

Membre de l'équipe Madison Genesis en 2013 et 2014, Alex Peters court pour SEG Racing en 2015. En août 2015, il intègre l'équipe professionnelle Sky en tant que stagiaire. Celle-ci le recrute pour les saisons 2016 et 2017. En 2016, il est notamment sixième de la Japan Cup. L'année suivante, il quitte Sky et revient pour des « raisons personnelles » chez SEG Racing Academy.

## Palmarès
- 2012
  - 1re étape du Tour du Pays de Galles juniors (contre-la-montre)
- 2014
  - Tour of the Reservoir (en) :
    - Classement général
    - 1re étape

  - 2e de l'An Post Rás
- 2015
  - 4e étape du Tour de Bretagne
  - 2e du Tour de Normandie
  - 2e du Hel van Voerendaal
- 2021
  - Ryedale Grand Prix
- 2025
  - 2e du Lincoln Grand Prix

## Classements mondiaux
| Année                                 | 2014 | 2015 | 2016  | 2017 | 2018 | 2019 | 2020 | 2021  |
| ------------------------------------- | ---- | ---- | ----- | ---- | ---- | ---- | ---- | ----- |
| Classement mondial                    |      |      | 837e  | nc   | nc   | nc   | nc   | 1819e |
| UCI Europe Tour                       | 415e | 224e | 1799e | nc   | nc   | nc   | nc   | 1250e |
| UCI Asia Tour                         | nc   | nc   | 119e  | nc   | nc   |      |      |       |
|                                       |      |      |       |      |      |      |      |       |
| Légende : nc = non classéSource : UCI |      |      |       |      |      |      |      |       |